# Cher amour
Pour l’article homonyme, voir Cher amour (roman).
Cher amour est le 5e épisode de la saison 2 de la série télévisée Angel.

## Synopsis
Darla continue de hanter le sommeil d'Angel, ce qui le fatigue beaucoup. Après une vision de Cordelia, les membres d'Angel Investigations se rendent dans un ancien couvent, où Gunn tue un démon. En rentrant, Angel part pour une promenade nocturne où il aperçoit, cette fois bien réveillé, Darla avant de la perdre. Dans les bureaux de Wolfram & Hart, Darla entreprend de séduire Lindsey McDonald.
Plus tard, lors d'une autre enquête, Angel aperçoit à nouveau Darla et se rend compte qu'elle est redevenue humaine. Se faisant passer pour une autre femme, elle attire Angel dans un piège, faisant croire à la police qu'il a assassiné son mari, qui se révèle être un acteur engagé par Wolfram & Hart. Angel échappe à la police et enlève Darla pour l'emmener dans l'ancien couvent. Elle lui avoue qu'elle l'aime toujours, se montrant aussi mauvaise que sous forme de vampire, mais il lui avoue que n'ayant pas d'âme quand ils se fréquentaient, elle n'avait jamais pu le rendre heureux. Elle finit par s'enfuir en plein soleil. Pendant ce temps, Kate retrouve la trace d'Angel et semble le considérer définitivement comme un monstre.
Parallèlement à l'histoire de cet épisode, des flashbacks montrent Angel et Darla découvrant Drusilla avant de la transformer en vampire.